# Będkowice (województwo małopolskie)

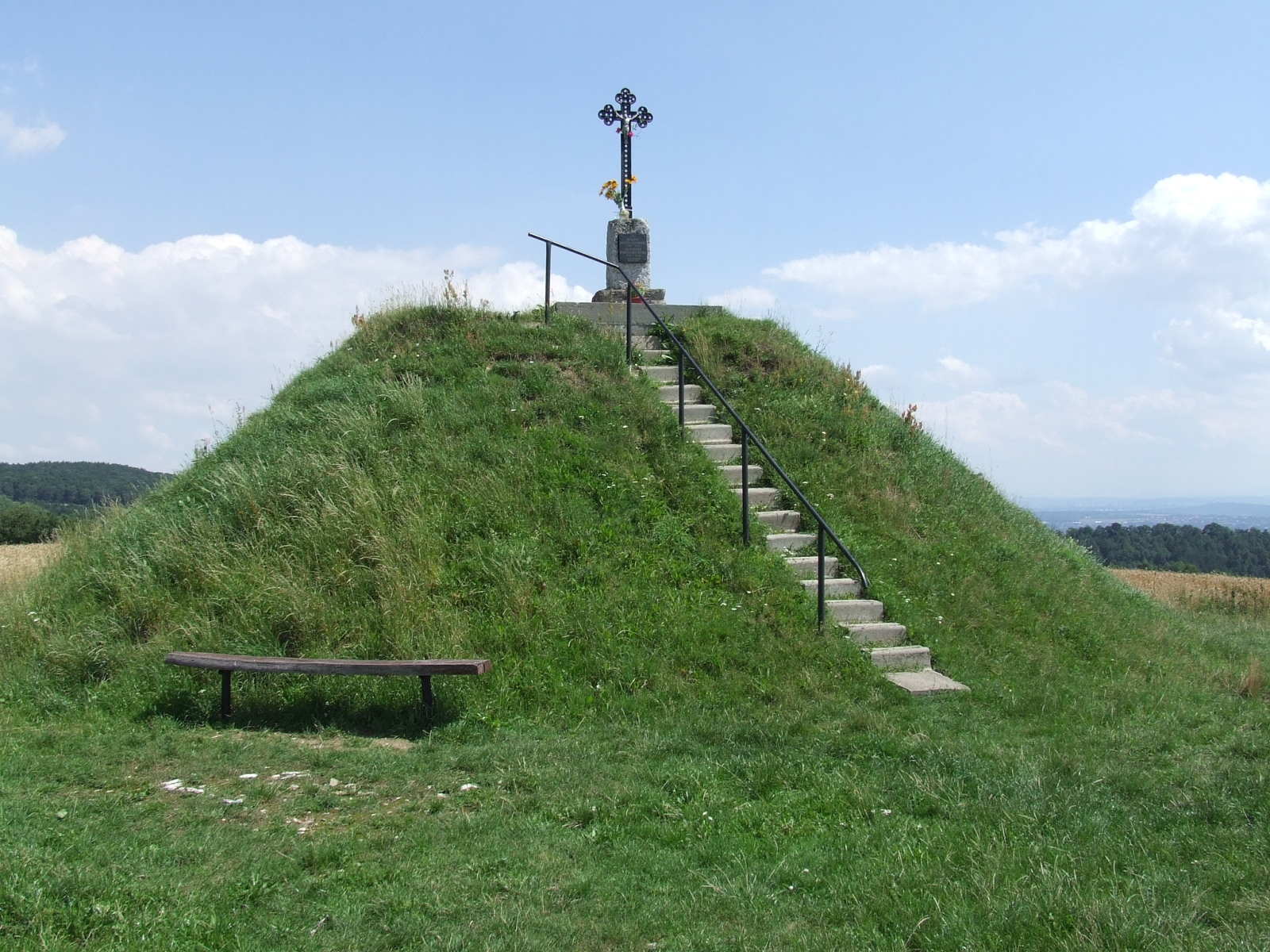
Kopiec w Będkowicach

Będkowice – wieś w Polsce położona w województwie małopolskim, w powiecie krakowskim, w gminie Wielka Wieś. W latach 1975–1998 w województwie krakowskim.
Integralne części miejscowości: Dolina Będkowska, Podkopiec.

## Historia
Historia wsi Będkowice sięga średniowiecza. Na jej terenie, wznosząc się nad Doliną Będkowską, znajduje się Sokolica, zwana również Sokolą Skałą, na której w VIII – IX wieku istniało Grodzisko na Sokolicy w Będkowicach. Jak wykazały badania archeologiczne przeprowadzone w 1909 roku przez archeologa Leona Kozłowskiego, późniejszego premiera II RP (1934–1935), oraz J. Czarnowskiego, nieopodal grodziska na Sokolej Skale znajdowało się drugie – nad skałami Dębnik.
Pierwsza pisemna wzmianka o Będkowicach pochodzi z 1329 i wspomina o lokacji wsi Hutnica (dzisiejsze Szklary) na dobrach wsi Bantkowicz. Sama nazwa wskazuje, że istnienie tej miejscowości można datować na XI lub XII w. Z pierwotnego obszaru Będkowic powstały później samodzielne wsie Łazy i Kawiory. Kolejna wzmianka z 1341 mówi, że we wsi było ponad dwudziestu dziedziców. Poszczególne części wsi należały do różnych właścicieli, którzy wciąż się zmieniali, ustawicznie prowadząc spory i procesy o działy, spadki, miedze, lasy itp.
W 1708 właścicielka dóbr będkowskich Maria Józefa z Wesslów poślubiła królewicza Konstantego, syna Jana III Sobieskiego, wówczas weszły one jako część posagu w skład dóbr królewskich.
Kolejnymi znanymi z imienia i nazwiska właścicielami wsi była rodzina Bzowskich. Upamiętnia ich znajdujący się na południowo-wschodnim krańcu wsi Kopiec Bzowskich zwieńczony krzyżem. Znajduje się tam tablica upamiętniająca Hiacynta Janotę-Bzowskiego (1750–1808) oraz Kazimierza Janotę-Bzowskiego (1792–1862). Przy odpowiedniej widoczności z kopca widać Kraków i panoramę Tatr.
W okresie zaborów Będkowice znajdowały się pod administracją rosyjską, leżąc tuż przy granicy z galicyjską częścią monarchii austriackiej, a później austro-węgierskiej. Doliną Będkowską przebiegała granica między tymi zaborami, której strzegła nieistniejąca już strażnica rosyjska.
W 1924 w Dolinie Będkowskiej powstał dwór Szaniec, wybudowany przez Janinę i Lecha Rościszewskich. W czasie II wojny światowej w Szańcu udzielono schronienia ukrywającym się żydom, którzy dzięki temu uratowali życie, za co Rościszewscy zostali uhonorowani po wojnie tytułem Sprawiedliwych wśród Narodów Świata. W murach dworu funkcjonował przez pewien czas Uniwersytet Ludowy. Szaniec spłonął w 1990 r. Rościszewscy spoczywają na cmentarzu parafialnym w Będkowicach. Zabudowania dworskie przetrwały w Będkowicach do początku XX w., później były sukcesywnie rozbierane. Na ich parceli wybudowany został m.in. kościół parafialny. We wsi istniał też kiedyś browar.
W latach 70. XX w. natrafiono w Dolinie Będkowskiej na ślady cmentarzyska z czasów kultury łużyckiej.

## Turystyka
Wieś położona jest na Jurze Krakowsko-Częstochowskiej w części zwanej Wyżyną Olkuską, w sąsiedztwie Ojcowskiego Parku Narodowego. Cały jej teren wchodzi w skład Parku Krajobrazowego Dolinki Krakowskie obejmującego doliny i wąwozy z licznymi skałami wapiennymi, jaskiniami, źródłami krasowymi i zabytkami kultury materialnej. Położenie miejscowości między Doliną Będkowską a Kobylańską sprawia, że jest ona doskonałym punktem wypadowym do ich zwiedzania. Szlaki turystyki pieszej i rowerowej umożliwiają zwiedzenie również innych dolin. Jest też dobrym punktem wypadowym dla wspinaczy skałkowych, którzy mają łatwe i bliskie podejścia na liczne udostępnione do wspinaczki skały wschodniej strony Doliny Będkowskiej, w tym najwyższą w jurze Sokolicę. W sąsiedztwie wsi znajdują się dwie udostępnione do zwiedzania jaskinie: Nietoperzowa i Wierzchowska Górna.
Szlaki turystyczne
 żółty – z Kobylan przez Dolinę Kobylańską, Będkowice, fragment Doliny Będkowskiej, Dolinę Szklarki, rezerwat przyrody Dolina Racławki do Paczółtowic.
 niebieski – z Rudawy przez Radwanowice, Łączki i całą długość Doliny Będkowskiej do Ojcowskiego Parku Narodowego.
 zielony – z Bolechowic obok Bramy Bolechowickiej, przez Las Krzemionka, przysiółek Kawiory, górną część Doliny Będkowskiej i Doliny Szklarki do Jerzmanowic.
 rowerowy szlak brzozowy – z Kobylan przez Dolinę Kobylańską, Krzemionki, Zelków, przysiółek Gacki do Bolechowic i Zabierzowa.

## Religia
Miejscowość zamieszkują wyznawcy Kościoła rzymskokatolickiego i Świadkowie Jehowy.
- Parafia Najświętszej Maryi Panny Królowej w Będkowicach